# Ines Bathen
Ines Bathen est une ancienne joueuse allemande de volley-ball née le 27 août 1990 à Meschede. Elle mesure 1,73 m et jouait au poste de réceptionneuse-attaquante. Elle a totalisé 17 sélections en équipe d'Allemagne. Elle a mis un terme à sa carrière de volleyeuse professionnelle en juin 2018.

## Clubs
| Club        | De        | À         |
| ----------- | --------- | --------- |
| RC Sorpesee |           | 2006-2007 |
| USC Münster | 2007-2008 | 2017-2018 |

## Palmarès
- Championnat du monde des moins de 20 ans
  - Vainqueur : 2009.